# H&E
La indústria Paramotores H&E està ubicada prop de Madrid, i es dedica a la construcció de motors i xassís de paramotors.
Un paramotor és un objecte volador, compost per un paracaigudes impulsat per un motor a manera de motxilla. D'aquí el seu nom para de paracaigudes i motor d'ídem.

## Història
Aquesta indústria va ser fundada el 1999 a Madrid, i actualment és regida pel Sr. Hermesindo Lago Liñares, amb el nom de Paramotores S.L..
Dedicant-se al projecte dels seus propis motors, adaptats a les necessitats específiques d'aquest tipus de vol, a part de cuidar que es puguin adaptar a altres xassís, ja existents.
en l'any 2007 va aconseguir la certificació alemanya de D.U.L.V. (Deutschen Ultraleichtflugverbandes Ve, Associació Alemanya d'Ultralleugers Ve), que els acredita com a motors de baixa emissió, silenciosos, i fiables.
Actualment disposen de quatre motors, amb diferents cilindrades i potències, per adaptar-se a totes les necessitats de vol.